# ピエレットの婚礼
『ピエレットの婚礼』（ピエレットのこんれい、フランス語: Les Noces de Pierrette）は、スペインの画家で彫刻家でもあるパブロ・ピカソが1905年に制作した油彩画。ピカソの経歴において、バラ色の時代に属する作品であるが、その芸術的特徴は、1901年に友人であったカルロス・カサヘマスが自殺して以降の、ピカソが貧困と憂鬱に直面していた青の時代のものとなっている。

## 取引歴
この作品は、1907年に、ピカソの友人でもあって美術商のジョセフ・ストランスキーが取得した。1945年から1962年にかけての時期には、ピカソの息子であるパウロ・ピカソ (Paulo Picasso) が所有していた。
1930年ころ、サマリテーヌ百貨店の所有者であったジョルジュ・レナンド (Georges Renand) がこの作品を購入した。その後、1989年11月30日には、パリのビノシェ・エ・ゴドー (Binoche et Godeau) で売りに出された時の所有者は、スウェーデンの投資銀行家で商業者でもあったフレドリック・ロースであった。この時この絵を買った鶴巻智徳は、不動産開発事業者、投資銀行家で、当時のオートポリスの所有者であり、この作品を 516.7億ドルで落札し、この絵は世界で最も高額な絵画のひとつと考えられるようになった。
鶴巻が率いていた日本トライトラストの破綻にともなって、この絵は、オートポリスを建設した建設会社である間組の所有となった。財務上の危機に陥った間組は、レイク (Lake Credit Company) からの借入をおこなった際に、この絵を担保として提供した。こうして、レイクは『ピエレットの婚礼』を所有するに至った。その後、大手消費者金融事業をおこなっているGEキャピタルが、レイクを買収したため、『ピエレットの婚礼』は他のおよそ500点ほどの作品とともに、およそ2億ドルの価値があるものとして、GEキャピタルの所有するところとなった。その後、『ピエレットの婚礼』は、三井住友トラスト・ホールディングス（旧・三井住友信託銀行）の管理下で保管されることになった。1994年には 5400万ドルの値が付けられて売りに出されたが、買い手は付かず、1997年には 3500万ドルとされたが、やはり買い手は現れなかった。GEキャピタルの日本における事業は、その後2008年に、美術品のコレクション一式も含め、新生銀行に売却された。